# Pupa pudica
Pupa pudica är en snäckart. Pupa pudica ingår i släktet Pupa och familjen Acteonidae. Inga underarter finns listade i Catalogue of Life.